# Notre Afrik
Notre Afrik est un magazine panafricain édité par le groupe Samori Media Connection à  Bruxelles depuis juillet 2010. Voulant « faire résonner la voix de l’Afrique dans le concert des Nations, véhiculer le message d’une Afrique riche de ses hommes et prospère par ses ressources », le magazine mensuel fondé par le journaliste camerounais Thierry Hot souhaite présenter avec objectivité les faits et évolutions et faiblesses du continent africain.

## Description
Magazine trimestriel panafricain de quatre vingt quatre pages, Notre Afrik est édité depuis juillet 2010. Le magazine est généraliste et traite des questions aussi variées que la politique, la culture, le sport, la santé ou l’économie. Créé par le journaliste camerounais Thierry Hot qui est son directeur général et directeur de publication. Dans son premier éditorial du mois de juillet 2010, «Notre Afrik» ambitionne de devenir un magazine de référence du continent et un défenseur acharné de l’Afrique sur la scène internationale. La première édition de ce magazine avait publié un dossier spécial sur les 50 ans d’indépendance du Cameroun et était revenu dans un entretien avec le premier ministre de la Côte d'Ivoire de l'époque, Guillaume Soro, sur les préparatifs des élections en Côte d’Ivoire.